# 紀元前6年
紀元前6年（きげんぜん6ねん）。平年。

ユリウス暦制定直後の混乱により、紀元前6年から紀元後7年まで閏年を停止し、平年であったと推定されている。

## 他の紀年法
- 干支 : 乙卯
- 日本
  - 垂仁天皇24年
  - 皇紀655年
- 中国
  - 前漢 : 建平元年
- 朝鮮
  - 高句麗 : 瑠璃明王14年
  - 新羅 : 赫居世52年
  - 百済 : 温祚王13年
  - 檀紀2328年
- 仏滅紀元 : 538年
- ユダヤ暦 : 3755年 - 3756年

## できごと

### ローマ
- ウサギの伝染病を抑えるため、アウグストゥス帝がバレアレス諸島にフェレットを持ち込んだ。
- ティベリウスがロドス島に隠居した。

### 中国（前漢）
- 哀帝、建平元年、4月師丹を罷免、傅喜を大司馬とする[1]。

### 朝鮮
- 扶余王の帯素王、高句麗に侵攻するが、大雪の為、撤退。

## 誕生
- 光武帝、後漢の初代皇帝（+ 57年）
- イエス・キリストが4月17日に生まれた可能性がある[2]。

## 死去
- 班倢伃 - 成帝の愛人で詩人、学者（* 紀元前48年）
- 馮媛 - （* 紀元前48年）
- 劉向 - 学者で『山海経』、『列女伝』の編者（* 紀元前77年）